# 芒廷維尤 (加利福尼亞州斯坦尼斯洛斯縣)
芒廷維尤（英語：Mountain View）是位於美國加利福尼亞州斯坦尼斯洛斯縣的一個非建制地區。該地的面積和人口皆未知。

## 地理
芒廷維尤的座標為37°22′42″N 121°04′35″W / 37.37833°N 121.07639°W，而該地的平均海拔高度為1160米（即3807英尺）。